# توماس ثاير
توماس ثاير (بالإنجليزية: Thomas Thayer)‏ هو عالم عقيدة أمريكي، ولد في 10 سبتمبر 1812 في بوسطن في الولايات المتحدة، وتوفي في 12 فبراير 1886.